# 온샘초등학교
온샘초등학교는 대한민국 부산광역시 동래구에 있는 공립 초등학교이다.

## 연혁
- 2022년 3월 1일 : 부산 온샘초등학교 개교